# As the World Turns
As the World Turns (muitas vezes referida como ATWT) é uma soap opera/telenovela que foi ao ar na CBS entre 2 de abril de 1956 e 17 de setembro de 2010. Exibida por 54 anos, detém a marca de segunda soap opera mais longa da história da TV americana, superada apenas por Guiding Light.
As the World Turns foi produzida em Nova York (os primeiros 43 anos em Manhattan e entre 2000 e 2012, no Brooklyn).